# El Obrero Moderno
El Obrero Moderno era una publicació sindicalista editada a Igualada entre els anys 1909 i 1918.

## Descripció
Havia portat el subtítol Periódico bimensual, órgano de las Sociedades Obreras de la comarca. En els núm. 2-18 i 22-51 va substituir la paraula bimensual per quinzenal. En els núm. 19-21 i a partir del 76, només Órgano de las Sociedades Obreras de la comarca.
Al principi, la redacció i l'administració eren al carrer de l'Amnistia, núm. 19; a partir del núm. 19, al carrer de Santa Caterina, núm. 23; i des del núm. 22, al carrer de les Delícies, núm. 17. S'imprimia als tallers de la Viuda de M. Abadal i, des del núm. 22 (gener de 1914), a la imprenta de Codorniu i Miranda. Sortia cada quinze dies i en alguns períodes, cada mes.
El primer número es va publicar l'1 de maig de 1909 i el darrer, el 81, portava la data de 16 de març de 1918. Tenia vuit pàgines i dues columnes, amb un format de 32 x 22 cm. A partir del núm. 13, va passar a tenir quatre pàgines i tres columnes, amb un format de 45 x 32 cm.

## Continguts
Era una publicació sindicalista, que volia ser la continuadora de La Federación Igualadina.
En el primer número, hi diu que volen contribuir a esa labor lenta pero continua de socabación de los cimientos en que descansan las injusticias de la sociedad actual, destruyendo prejuicios...
Parlava dels moviments obrers, la lluita de classes, les vagues, les organitzacions de treballadors, la guerra, etc. Defensava l'Escola Moderna de Ferrer i Guàrdia i també hi havia algun poema de tipus social i cites literàries d'autors francesos com Victor Hugo, Vigny, Balzac o Dumas.
Ferrer Farriol va dir-ne: Tenim la fundació del periòdic El Obrero Moderno el dia Primer de Maig de 1909. D'homes capaços n'hi havia i d'inspiració també... Mes el títol de la publicació era com pedra picada, no tenia penetració pública. L'enemic es faria mofa i l'amic l'acceptaria per ser cosa pròpia. I bé, no fent cas del títol, cal convenir que els col·laboradors feien llavor profitosa. El mateix Ferrer Farriol és qui, en l'últim número, en nom de la Redacció presenta la dimissió de tots els que la formaven por causas que nos reservamos exponer en asamblea de directivas si a ella se nos llama.

## Redactors i col·laboradors
Hi escrivien habitualment Josep Rovira, Justí Vilaró Casulleras, Josep Costa Pomés, Amadeu Orpí, Joan Ferrer i Farriol, Josep Vilanova, Antoni Regordosa i Agustí Sinyol. També hi havia col·laboracions de Josep Arranz, Josep Prat i Frederic Carbonell, entre d'altres.

## Localització
- Biblioteca Central d'Igualada. Plaça de Cal Font. Igualada (col·lecció completa i relligada)